# 查谟和克什米尔土邦
查谟和克什米尔（羅馬化：Aur Kaśmīr，羅馬化：Maqbūẓa Kashmīr）是存在于1846年—1947年间，位于今印度北部、巴基斯坦東北部克什米尔地区的一个英属印度土邦，由玛哈拉贾（王公）统治。

## 历史
在成为土邦前，查谟和克什米尔曾是阿富汗杜兰尼王朝的一部分，后来该地又被锡克帝国占领。1822年，来自查谟的多格拉人古拉卜·辛格成为统治者，并开始扩大其在锡克帝国内的影响力。1846年，不列颠东印度公司赢得了第一次英国锡克战争，进占克什米尔谷地，并将这块土地通过《阿姆利则条约》卖给查谟地区的多格拉人，查谟和克什米尔土邦建立。
《阿姆利则条约》写明，查谟和克什米尔土邦的领土范围西起拉维河，东至印度河，共210,000 km2。后来，坎巨提、拿噶尔地区，以及吉尔吉特地区也被并入查谟和克什米尔。
20世纪40年代，英属印度面临分区问题，英国殖民政府给土邦三个选择：加入印度、加入巴基斯坦，或是成为独立国家。查谟和克什米尔土邦的王公哈里·辛格没有想要加入印度联邦与巴基斯坦自治领的意图，他认为查谟和克什米尔应该独立成为一个主权国家。另一个问题是，该国领土内大部分人口皆信仰伊斯兰教，但是其国王却是个印度教徒。當時該國的政府高官認為，一旦查谟和克什米尔独立，那么它不会存活太久，就会被印度、巴基斯坦或甚至中国吞并。
由于当时的查谟和克什米尔土邦决定保持独立。它提出与两个自治领签署《维持现状协定》。巴基斯坦发电报立即表示接受，但印度认为它只会与要求加入的土邦签署，并要求进一步讨论。
查谟和克什米尔土邦境内的冲突不断，巴基斯坦趁机派遣部落武装全面入侵，将其西北区域占领。印度总督路易斯·蒙巴顿伯爵劝说王公加入印度，不然印度将会诉诸武力。辛格逃往印度并求援，印度借此机会将克什米尔合并，也派军进入克什米尔，由此导致克什米尔战争的爆发。战争结束后，印度控制的查谟和克什米尔领土被设为一个有特殊地位的邦，该国家不复存在。